# Robert Starer
Robert Starer (* 8. Januar 1924 in Wien; † 22. April 2001 in Kingston, New York) war ein österreichisch-amerikanischer Komponist und Pianist. 

## Leben
Robert Starer war der Sohn des Kaufmanns Nison Starer (geb. 24. Mai 1884 in Oltynia; gest. 1948 Palästina) und dessen Ehefrau Erna bzw. Ester Lea Gottlieb (1892–1947). Er begann mit 13 Jahren ein Studium an der Staatsakademie Wien. Nach dem Anschluss Österreichs musste Robert Starer mit seinen Eltern und seiner älteren Schwester Hannelore „Hanni“ aufgrund ihrer  jüdischen Herkunft emigrieren. Er setzte seine Studien am damaligen Palestine Conservatory Jerusalem fort. Nach dem Kriegsdienst in der Royal Air Force erhielt er 1947 ein Stipendium für Postgraduierte an der Juilliard School bei Frederick Jacobi in New York, wo er 1949 sein Diplom machte, außerdem studierte er 1948 bei Aaron Copland in Tanglewood. Von 1949 bis 1974 lehrte er dann selbst an der Juilliard School und wurde 1957 amerikanischer Staatsbürger. Zudem unterrichtete er von 1963 bis 1991 am Brooklyn College in New York, ab 1986 als Seniorprofessor. Zu seinen Schülern zählten Harrison Leslie Adams und Margaret Bonds. 1994 wurde er in die American Academy of Arts and Letters gewählt.
Er hinterließ ein umfangreiches Werk in nahezu allen Genres, Opern, Ballette – u. a. für Martha Graham, Orchesterwerke, darunter Sinfonien und Konzerte, Kammer-, Chor- und weitere Vokalmusik. In seinem Frühwerk versuchte er, westliche und nahöstliche Musik miteinander zu verschmelzen, später öffnete er sich Einflüssen aus Jazz und Neuer Musik – zeitweise experimentierte er auch mit serieller Musik. Zu seinen wichtigsten Werken zählt das 1980 entstandene Violinkonzert für Itzhak Perlman und das 1988 komponierte Cellokonzert für János Starker. Häufig gespielt wird sein Stück Black and White für Klavier. An Schriften verfasste er zwei Lehrbücher und die Autobiographie Continuo: A Life in Music.
Starer heiratete 1942 die Sopranistin und Gesangspädagogin Johanna Herz (* 3. Mai 1916 in Paderborn; † September 1994), mit der er den Sohn Daniel (* 1954), ein Sachbuchautor, hatte.